# 短梗南芥
短梗南芥（学名：Arabis chanetii）为十字花科南芥属下的一个种。

## 扩展阅读
- 維基物種上的相關：短梗南芥